# Charinus bengalensis
Charinus bengalensis är en spindeldjursart som först beskrevs av Gravely 1911.  Charinus bengalensis ingår i släktet Charinus och familjen Charinidae. Inga underarter finns listade i Catalogue of Life.